# Xã Potter, Quận Polk, Arkansas
Xã Potter (tiếng Anh: Potter Township) là một xã thuộc quận Polk, tiểu bang Arkansas, Hoa Kỳ. Năm 2010, dân số của xã này là 1.776 người.